# Martial Lapeyre
Pour les articles homonymes, voir Lapeyre.
Martial Lapeyre, né le 13 mars 1904 à Paris 12e et mort le 27 décembre 1984 à Cannes, est un ingénieur, un industriel et collectionneur français. 
Issu par son père d’une famille auvergnate originaire de Fontanges (Cantal), diplômé de l’École spéciale des travaux publics de Paris en 1926, il est le fondateur d'une entreprise industrielle fabricante de menuiserie modulaire, les Menuiseries Lapeyre, qui deviendront après lui le Groupe Lapeyre, une chaîne mondiale de commercialisation de matériaux et d'équipements pour l'aménagement des cuisines, des salles de bains et de la maison.
Il s'est passionné non seulement par son œuvre industrielle et sociale en inventant les menuiseries industrielles et les meubles en kit, mais aussi pour la vie et la personne de Napoléon Bonaparte autour duquel il a réuni une très importante collection d'objets, de documents, de livres qu'il a légués au public.
Doué d'une personnalité discrète et amoureux du Cantal où il avait passé la fin de son enfance, il y a souvent séjourné, et s'y retire à partir de la vente de son entreprise en 1975, notamment pour y préparer un legs très important à l'association du Souvenir napoléonien, qui fut à la base de la création en 1987 de la Fondation Napoléon, au sein de laquelle se trouve une bibliothèque très richement dotée, qui porte son nom.

## Famille
Son père Jean-Baptiste Lapeyre est né en 1869 à Fontanges, aîné d'une famille paysanne de treize enfants. À 13 ans ses parents l'envoient en apprentissage à Paris chez son oncle, Pierre Lapeyre, fondateur d'une entreprise de démolition qui a prospéré pendant les travaux du baron Haussman et qui possède un entrepôt où elle revend les matériaux de récupération. Il commence par pousser des voitures à bras, et comme il se montre intelligent et travailleur, il passe contremaître et chef d'équipe à seize ans. 
Jean-Baptiste Lapeyre épouse en 1900 la fille de sa logeuse, Berthe-Angèle Lemesle, peintre sur céramique d'origine normande, qui lui donnera trois enfants : Martial, Lucienne et Jean-Louis. Il développe une activité indépendante de vente de matériaux en ouvrant un entrepôt de 4 800 m2 à Paris, rue de l'Abbé-Groult, où il vend des cheminées en marbre de récupération, et commence à fabriquer des portes en fer. Mobilisé pendant la guerre de 1914, il confie l'entreprise à sa femme et envoie ses enfants dans la maison familiale à Fontanges. 
Martial a alors tout juste 10 ans, il va découvrir et aimer la vie dans la campagne auvergnate. En 1919 il revient vivre à Paris où il étudie au lycée, puis entre à l'École spéciale de travaux publics dont il sort ingénieur.

## L'entreprise de menuiseries industrielles
Martial intègre la fabrique de portes métalliques de son père à la sortie de l'école spéciale des travaux publics en 1925. Il arrête la marbrerie, continue la fabrication de portes et de volets métalliques, ajoute les portails et clôtures, et commence la fabrication de menuiseries en bois neuves, répliques de modèles anciens indémodables, qu'il dessine lui-même, montrant un grand sens de l'élégance et de la simplicité. 
L'entreprise de son père devient en 1931, la Sarl Lapeyre et ses fils, avec un chiffre d'affaires qui atteint déjà 800 000 francs.
En 1939, il a l'idée de créer un catalogue décrivant précisément avec des dessins tous les modèles de sa production, en donnant des grilles dimensionnelles standard pour les portes, les fenêtres et les volets. Il ouvre des entrepôts lui permettant de vendre directement ses menuiseries aux particuliers, sans passer par un revendeur ou une entreprise. Il touche ainsi et fournit les particuliers qui rénovent ou construisent eux-mêmes leur maison.
En 1948, il rachète à Ydes, près de Fontanges, la menuiserie d'Émile Pigeot qui comporte sept ouvriers, qui devient la Sarl Menuiserie du Centre, avec vingt salariés, et qui en emploiera 200 en 1970. Elle fabrique des portes, des fenêtres, des volets, et les célèbres placards de cuisine à monter soi-même avec des vis et de la colle qui est fournie.
Martial Lapeyre achète dans les environs des forêts pour son approvisionnement en bois qui est toujours resté exclusivement local : de son temps les menuiseries Lapeyre ont toujours refusé d'utiliser des bois exotiques.
La philosophie de son entreprise était très inspirée du catholicisme social. Elle visait à permettre à toutes les familles de rénover ou d'améliorer elles-mêmes leur maison, en leur fournissant une vaste gamme de composants standardisés de bonne qualité à prix fixe : fenêtres, volets, portes, meubles de cuisine, plinthes, chevrons, parquets, marquises, portails. La grille dimensionnelle était très étendue pour permettre des travaux de rénovation sur des bâtiments de toutes les époques. Pour baisser les prix et éviter la marge des revendeurs, il crée un réseau de distribution. Toute sa fabrication était disponible en stock, et présentée sur un catalogue à la fois précis et synthétique permettant de connaître à l'avance tous les prix qui étaient calculés au plus bas et sur lesquels il ne pratiquait pas de remise, sauf 10 % aux artisans.
Il avait aussi pour principe de fabriquer tous ses produits en France, aussi bien la menuiserie que la quincaillerie, et de n'utiliser que des bois français. Pour cela, il avait inventé le procédé du « bois abouté », permettant de fournir du bois de chêne pour la fabrication de fenêtres en utilisant des pièces de bois de petit module assemblées et mortaisées à chaud..

## Chronologie
- 1926 : Martial Lapeyre rejoint la société de son père, spécialisée dans la récupération et la réparation de matériaux de construction.
- 1931 : Création de la SARL Lapeyre & ses Fils, l’entreprise est alors spécialisée dans les fenêtres et les portes. C'est l'acte de naissance du Groupe Lapeyre.
- 1975 : Vente de 75 % du capital au groupe Poliet.
- 1984 : Décès.
- 1987 : Création de la Fondation Napoléon par le Souvenir napoléonien à partir du legs consenti par Martial Lapeyre.

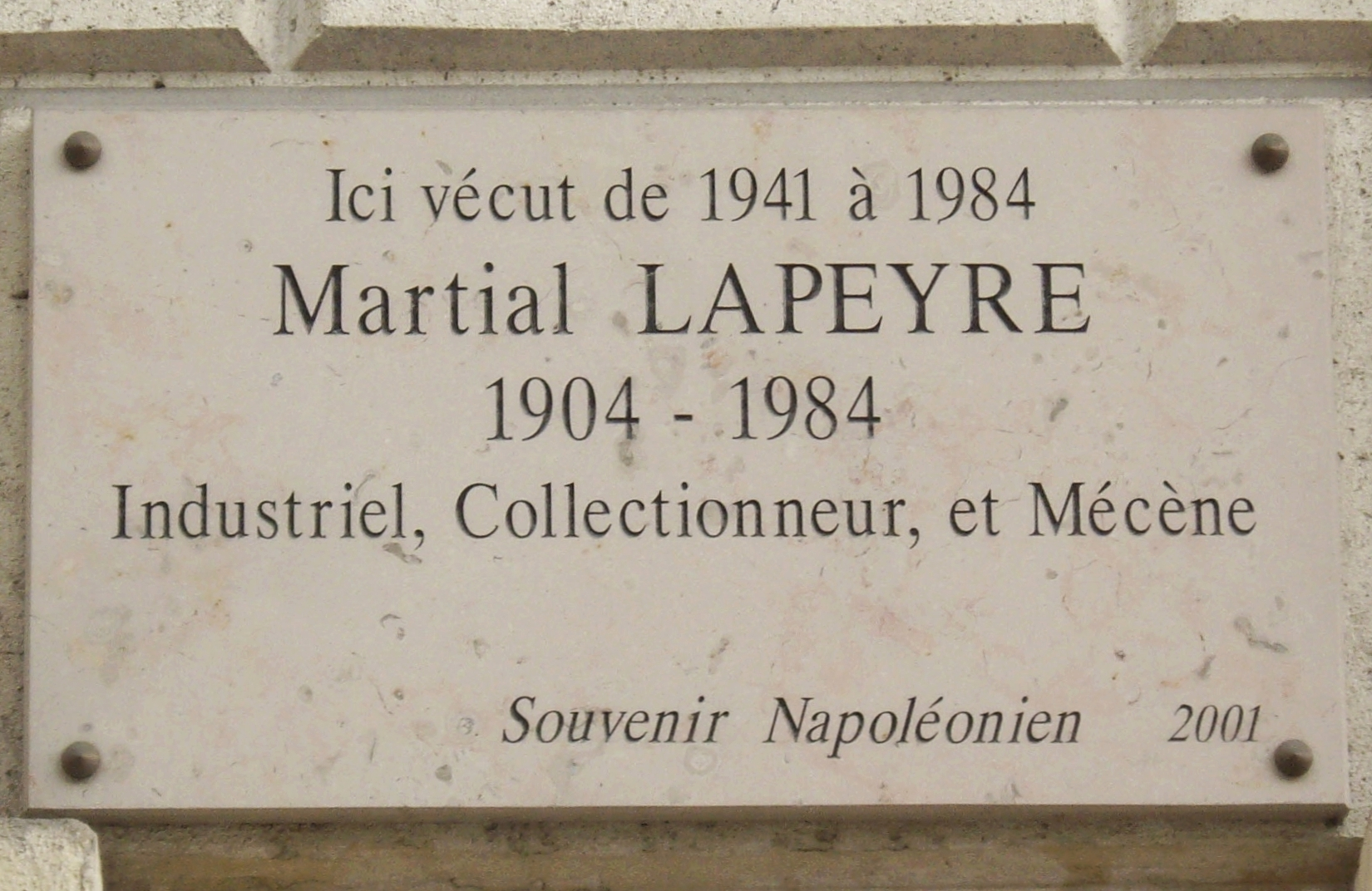
Plaque commémorative sur le domicile parisien de Martial Lapeyre au no 82 de la rue de Monceau à Paris.

## Hommages
Portent son nom : 
- L’avenue principale d’Ydes dans le Cantal ;
- La bibliothèque de la Fondation Napoléon.